# Percy Nzuzi Umba
Percy Nzuzi Umba, née le 4 mars 1994 à Matadi dans le Kongo Central, est une femme politique congolaise, élue députée nationale en décembre 2023. Elle est membre de l'UDPS/Tshisekedi.

## Biographie

### Jeunesse et formation
Percy Nzuzi Umba naît à Matadi, chef-lieu du Kongo Central, dans une famille investie dans l’action sociale. Son père, Umba Umba Guy, et sa mère, Ngimbi Mbumba Jeanne, l'initient très tôt aux enjeux communautaires.
Elle poursuit des études supérieures à l’étranger, obtenant un diplôme de Bachelor à l’université de Bangalore, en Inde, puis un autre Bachelor au collège DDC à Dallas, Texas, aux États-Unis.

### Parcours politique

#### Élection comme députée nationale (2023-2024)
Lors des élections législatives du 20 décembre 2023, Percy Nzuzi Umba est élue députée nationale dans la circonscription de Matadi sous la bannière de l'UDPS/Tshisekedi, parti soutenant le président Félix Tshisekedi. Elle entre en fonction le 13 janvier 2024,.

#### Responsabilités parlementaires
Le 15 mars 2024, elle est  désignée rapporteure du Bureau provisoire de l'Assemblée nationale, chargée de préparer l'installation du bureau définitif prévue le 8 mai 2024.

### Engagement associatif
En parallèle de son mandat, elle préside la Fondation la Persévérance, une ONG axée sur l'autonomisation des femmes et l'éducation des jeunes. Elle plaide pour une participation accrue des femmes en politique, déclarant : « Le mois de la femme ne doit pas se limiter à une célébration symbolique, mais devenir une tribune pour amplifier les voix longtemps marginalisées ».